# Jacques Leibowitch
Pour les articles homonymes, voir Leibowitch.
Jacques Leibowitch (né le 1er août 1942 à Clermont-Ferrand et mort le 4 mars 2020 à Massy dans l'Essonne) est un médecin clinicien français, chercheur reconnu pour ses contributions à la connaissance du VIH, du SIDA, et de son traitement, dont la première trithérapie anti-VIH effective et la désignation d'un rétrovirus comme cause présumée du SIDA.
Vacataire dans le service d'infectiologie de l’hôpital Raymond-Poincaré de Garches (dirigé par le Pr Christian Perronne, AP-HP), maître de conférences émérite des universités, il anime le programme thérapeutique ICCARRE qui propose une réduction drastique des traitements anti-VIH limités à quelques pilules par jour prises un, deux, trois ou quatre jours par semaine au lieu des sept jours universellement prescrits. Ces posologies médicamenteuses réduites sont sans doute adéquates, nécessaires et suffisantes à en juger par ses observations cumulées depuis 2003.
Il est l'auteur des livres Pour en finir avec le sida, et Un virus étrange venu d'ailleurs.

## Biographie
Jacques Leibowitch a fait ses études de médecine à la faculté de médecine de Paris (1960-1968), interne des hôpitaux AP-HP (1967) pendant lesquelles il a acquis une spécialité d'immunologie notamment à l'hôpital Necker dans le service de Jean Hamburger.
Il connaît sa première expérience de chercheur pendant l'été 1962 au Bellevue Hospital de New York. Il retourne aux États-Unis pour un stage de recherche post-doctorale à l'université Harvard à Boston (1970-1972), où il se forme à l’immunologie cellulaire. De retour à Paris, il finit son internat, entreprend un clinicat de néphrologie à Necker puis rejoint l’hôpital Raymond-Poincaré de Garches en qualité de maître-assistant en immunologie.
Jacques Leibowitch a publié de très nombreux articles dans des revues scientifiques internationales.

### Carrière scientifique et médicale
Les contributions de Jacques Leibowitch ont marqué l’histoire VIH/sida et de son traitement :
- en 1982, il émet l’hypothèse qu’un rétrovirus exotique CD4 trope pourrait être à l’origine de l’épidémie naissante de sida et lance les équipes de Luc Montagnier et de Robert Gallo sur la piste du virus ;
- il écarte les lots sanguins contaminés par le VIH du centre de transfusion sanguine de Cochin en 1984-1985 grâce à un test artisanal fiable mis au point dans l'urgence par Dominique Mathez, sa collaboratrice principale à l'hôpital Raymond Poincaré à Garches, anticipant les tests de dépistage industriels ;
- le Dr Mathez et lui-même mettent au point un test biologique maison appréciant précisément les quantités de virus en activité chez un patient et démontrent ainsi l'inefficacité antivirale de la monothérapie AZT ;
- il est le promoteur en France des traitements anti-VIH combinant trois molécules antivirales (trithérapie) comme modalité efficace de contrôle à long terme du VIH chez le patient correctement traité ;
- depuis 2003, il montre que les prises d'antiviraux hebdomadaires peuvent être réduites de 40 à 80 % sans perte d'efficacité chez le plus grand nombre des patients sous thérapies effectives depuis au moins un semestre.

#### Découverte du rétrovirus VIH
Jacques Leibowitch s'implique dans la recherche sur le sida depuis l’origine de l’épidémie, à commencer par l’enquête sur son agent causal. Lorsque les premières séries de cas de sida aux États-Unis sont publiées dans le New England Journal of Medicine et dans Lancet de décembre 1981, il se remémore le cas historique d’un syndrome d’infections opportunistes multiples, similaire aux syndromes décrits aux États-Unis, chez un Portugais parisien qui avait vécu en Angola et au Mozambique dans les années 1973-76. Il contacte alors Willy Rozenbaum en mars 1982 pour former avec lui le groupe de travail français Sida, se donnant pour charge d’analyser les cas survenant en France.
Lorsqu'en juillet 1982 les premiers cas de Sida émergent chez des hémophiles receveurs de fractions sanguines ultrafiltrées, la communauté scientifique prend conscience que l’agent causal du sida ne peut être qu’un virus. Jacques Leibowitch remarque des homologies intrigantes entre sida et pathologie liée au HTLV (« Human T Cell Leukemia Virus »), seul rétrovirus humain alors connu : les deux situations affectent la catégorie TCD4+ des lymphocytes ; HTLV y induit la prolifération massive d’un ou de quelques clones et leur cancérisation, tandis que l’autre virus, celui du sida, tend à éradiquer cette population sans discrimination apparente. Par ailleurs, l’une et l’autre de ces pathologies sont présentes en Afrique et aux Caraïbes. En effet, à Paris et à Bruxelles, les médecins ont eu à connaître dans les années 1970 des patients et des patientes vivant ou ayant séjourné en Afrique francophone ou en Haïti, qui souffraient d’une maladie ressemblant sans équivoque à celle émergeant aux États-Unis chez des « homosexuels immunodéficitaires ». Jacques Leibowitch, informé par l’écrivain franco-américain Gilles Barbedette de l’annonce par Robert Gallo à Medical World News (1er août 1982) qu’un rétrovirus de type HTLV pourrait être l’agent du SIDA, retrouve dans cette proposition le portrait-type de son suspect : virus CD4-trope exotique. La piste rétrovirale était alors ouverte entre Bethesda (Gallo) et Paris (Leibowitch et al.) à partir d’août 1982.
N'ayant pas trouvé auprès des équipes de Jean-Paul Lévy à Paris et de Dominique Stéhelin à Lille un spécialiste français des rétrovirus désireux d'explorer cette piste, il contacte Robert Gallo, spécialiste mondial du HTLV, qui lui avait été recommandé. C’est en novembre 1982 que Gallo l’informe par téléphone de ses premières observations virologiques qui confortent l’hypothèse sida et rétrovirus de type HTLV. De son côté, Willy Rozenbaum — spécialement averti par Leibowitch qu’un rétrovirus HTLV-like exotique pourrait bien être à l’origine du sida — engage une collaboration discrète avec l’équipe de Luc Montagnier à l'Institut Pasteur. Ce dernier, ainsi que son collaborateur Jean-Claude Chermann, venait d’être sensibilisé à l’hypothèse rétrovirus HTLV et SIDA par Paul Prunet, directeur Recherche et Développement chez Sanofi-Pasteur à Marnes-la-Coquette – où Leibowitch en avait fait l’exposé fin novembre 1982. L’équipe de Montagnier fait émerger des cultures cellulaires du patient BRU les traces d’un premier rétrovirus non HTLV en janvier 1983, virus reconnu cause du sida grâce aux contributions démonstratives de Robert Gallo en avril 1984. Luc Montagnier et Françoise Barré-Sinoussi recevront le prix Nobel de médecine en 2008 pour leurs travaux. Dans une lettre à la revue scientifique Nature Medicine (2003) comme dans son discours du Nobel (2008), Luc Montagnier reconnaîtra à Jacques Leibowitch la place d’initiateur de l’hypothèse rétrovirale en France,. Pour autant, la liste patentée des découvreurs du HIV sida n’aura pas inscrit Jacques Leibowitch pour sa contribution initiatrice. L’historien des sciences Mirko Grmek revient en détail sur les étapes qui ont conduit à la découverte du virus du sida dans son ouvrage Histoire du sida, et la Jon Cohen AIDS Research Collection comporte de nombreux documents d'archives sur ce sujet. Le livre Sida 2.0, écrit par D. Lestrade et G. Pialoux, propose également de nombreux éléments sur l'histoire du sida.

#### Détection et élimination des sangs contaminés par le virus du Sida
En 1984, tandis que l’équipe de Luc Montagnier s’efforce de mettre au point pour l'Institut Pasteur un test industriel de détection des anticorps anti-VIH, Dominique Mathez élabore avec Jacques Leibowitch à Garches un test artisanal utilisant des cellules tumorales infectées par le virus HTLV-III de Robert Gallo. Grâce à ce test-maison, Mathez et Leibowitch constatent  la fréquence inquiétante des personnes contaminées par le rétrovirus chez les polytransfusés, puis, en collaboration avec François Pinon, chef de la transfusion à l’hôpital Cochin, l’effarante proportion de donneurs de sang séropositifs (1 sur 200) dans une étude pilote historique menée sur 10 000 donneurs de la région Paris et Île-de-France. Les résultats de cette étude sont présentés au Congrès d'hématologie de Bordeaux le 21 mai 1985. Les autorités sanitaires auront été dument mises en alerte sur ces questions et leurs conséquences pour les fractions antihémophiles (« si l’étude de Cochin est vraie, alors tous les lots sont contaminés… », Jean Baptiste Brunet, DGS, mars 1985). Grâce à ce test artisanal, 50 donneurs de sang séropositifs, assurément contaminants, auront été écartés de la transfusion, et 150 receveurs potentiels de ces sangs auront été protégés d’une contamination autrement inéluctable.

#### Mesure de la charge virale et évaluation de l’efficacité des traitements
Dominique Mathez et Jacques Leibowitch mettent au point à Garches un test biologique sophistiqué et fiable permettant de quantifier le virus actif chez les patients VIH+, un test qui leur permet de mesurer l'impact des traitements anti-VIH sur l'activité du rétrovirus chez le patient avant et sous traitement. En effet à partir de 1987, les patients français les plus atteints reçoivent de l’AZT avec l’espoir que cette molécule bloque la reproduction du virus. Et c’est dans l’intention de suivre l’évolution de la quantité de virus au cours de la maladie sous traitement que l’équipe de Garches travaille à la mesure de la charge virale. Leibowitch présentera aux spécialistes mondiaux réunis en congrès à Marnes-la-Coquette (colloque Pasteur-les Cent Gardes, novembre 1989) ses résultats montrant que la monothérapie par AZT devient rapidement inefficace puisque la quantité de virus en activité chez le patient traité, après une baisse sensible d’un mois, ré-augmente ensuite malgré la présence continue d'AZT. La mesure de la charge virale VIH en clinique devient à partir de 1996, dans sa version industrielle et commerciale, l’outil de référence pour suivre l’évolution de la maladie et l’efficacité des traitements. Jacques Leibowitch est le premier en France à accumuler des spécimens séquentiels de cellules du sang de patients (lymphothèque) et à les conserver vivantes au grand froid à partir de 1982. Cette banque de cellules se révèlera précieuse et prisée par la communauté scientifique.

#### Premier essai de trithérapie ajustée sur la charge virale
Jacques Leibowitch  est le père de la trithérapie en France. La bithérapie succède à la monothérapie AZT et se révèle aux investigateurs comme rapidement inefficace grâce au test de charge virale de Garches quand émerge en clinique (1984) une nouvelle famille de drogues anti-VIH : les anti-protéases. Auparavant et depuis juillet 1984, ayant apprécié in vitro l’effet spectaculaire de trois analogues de nucléosides anti-VIH combinés (AZT +3TC +DDI) alors disponibles, et ayant obtenu en clinique des résultats prometteurs avec cette toute première trithérapie, Jacques Leibowitch a l'idée d'associer anti-protéase et analogues de nucléosides des bithérapies. Il lance l’essai Stalingrad avec AZT+DDC+Ritonavir, un essai conduit sous l’égide et la protection du ministre de la Santé Philippe Douste-Blazy, en dehors de l’Agence nationale de recherches contre le sida (ANRS). Cet essai est mené en collaboration avec Abbott, producteur industriel de l’anti-protéase ritonavir. Les résultats de l'essai établissent définitivement l’intérêt de la mesure de la charge virale pour suivre en temps réel l’activité du virus et sa disparition sous traitement effectif. Le succès de ce premier essai mondial de trithérapie est présenté, conjointement avec celui d’une autre tri-thérapie de la firme Merck, au congrès de Washington, en février 1996. Il fait l'ouverture du journal de France 2 avec l'interview de Jacques Leibowitch, en direct de Washington. Ces résultats ont été publiés dans un journal scientifique en 1997.
La trithérapie aura indiscutablement constitué un tournant majeur dans le traitement du sida.

#### Ajustement des traitements: le programme ICCARRE
À partir de 2003, Jacques Leibowitch mène une étude clinique pilote visant à diminuer les prises hebdomadaires de médicaments anti VIH. Avec ICCARRE (pour Intermittent, en Cycles Courts, les Anti Rétroviraux Restent Efficaces),, une petite centaine de patients séropositifs suivis à l'hôpital Raymond-Poincaré ont vu progressivement leurs prises médicamenteuses réduites de 3, 4, 5 ou même 6 jours par semaine au lieu des prises obligatoires universelles de 7 jours sur 7, sans que l’activité virale réapparaisse. Cette modalité de prescription n’est pas encore validée ; elle a été engagée conformément à l’article VIII bis du Code de déontologie médicale qui encadre la possibilité pour le médecin averti de prescrire hors recommandation réglementaire (hors autorisation de mise sur le marché) des médicaments enregistrés. S’ils doivent être confirmés par des essais cliniques prospectifs d’envergure, les résultats de cette étude  ouvrent en grand une ère nouvelle dans les thérapies anti-VIH SIDA.
Limiter les prises d’antiviraux au nécessaire et suffisant, une fois l’activité rétrovirale contrôlée depuis plusieurs mois, à la suite d'un traitement d’attaque continue d’un ou plusieurs semestres, présente tous les avantages qu’on peut en attendre : et d’abord une déférence déontologique obligée à la juste posologie ; ensuite, réduire les effets toxiques de ces chimiothérapies lourdes sur le long terme ; accroitre l’adhésion volontaire des patients pour un traitement efficace parce que psychologiquement et physiologiquement moins contraignant ; réduire aussi de 40 à 80 % les coûts exorbitants de ces traitements sur la longue durée. Les premiers résultats de l’étude ICCARRE sur 48 patients de Garches ont été publiés en 2010 ; ainsi que ceux de trois autres essais d’interruption de ce type en cycles courts menés avec succès par Anthony Fauci et al.,, au NIH NIAID aux États-Unis.
Dans son interview du 1er décembre 2011 sur BFM Business, et ses passages aux émissions de télévision de Michel Drucker (Vivement dimanche du 24 mai 2013) et de Laurent Ruquier (On n'est pas couchés du 15 juin 2013)[pertinence contestée], Jacques Leibowitch a présenté son protocole de traitement « rusé cycle court », qui diffère des recommandations en vigueur prônant la prise médicamenteuse 7 jours sur 7,.
Interviewé par Claire Chazal sur TF1 le 30 novembre 2014, il indique être parvenu à réduire dans certains cas, pour certains patients (pour lesquels le virus est stabilisé), de 40 % la prise de médicaments.
En 2014, Richard Cross créée l’association de patients Les amis d'Iccarre pour soutenir le développement des perspectives d'allègement par intermittence des thérapies anti-VIH selon le protocole Iccarre ,.

### Vie privée
De 1968 à 1976, Jacques Leibowitch a été marié à Marion Elissalt avec qui il a eu sa fille Julie Leibowitch. De 1992 à 1996, il a été marié à l'actrice Carole Bouquet.
À partir de 2004, il a eu pour compagne Christine Bergström, ancien mannequin égérie de Jean-Paul Gaultier, avec qui il a vécu jusqu'à la fin de sa vie. Cofondatrice de Liwan Paris, elle a été très active dans ses démarches pour faire connaître le protocole d'allègement thérapeutique Iccarre,.

## Décoration
- Chevalier de la Légion d'honneur (1993)

## Ouvrages
- Un virus étrange venu d'ailleurs, Grasset, 1984
- Pour en finir avec le sida, Plon, 2011